# یاکوتیا ایرلاینز
یاکوتیا ایرلاینز (به انگلیسی: Yakutia Airlines) یک شرکت هواپیمایی با کد یاتا R3 است که در تاریخ ۲۰۰۲ میلادی تأسیس شده‌است. دفتر مرکزی یاکوتیا ایرلاینز در یاکوتسک، روسیه واقع شده‌است و قطب این شرکت هواپیمایی در فرودگاه یاکوتسک قرار دارد و به ۴۰ مقصد، پرواز مستقیم انجام می‌دهد.